# Karley Scott Collins
Karley Scott Collins (Florida, 14 de diciembre de 1999) es una actriz y actriz de voz estadounidense.

## Primeros años
Nació el martes 14 de diciembre de 1999 en Florida.

## Carrera
Es quizás más conocida por su papel recurrente como Oprah Perla en la comedia de la CBS The Class, que se emitió entre los años 2006 y 2007 y supuso su debut en la comedia. Collins también ha sido la voz de Gisela en Open Season 3 (2010).

## Filmografía

### Películas
- 2008: The Hottie and the Nottie, como Young Cristabel.
- 2008: Pulse 2: Afterlife, como Justine.
- 2008: Amusement, como Child Tabitha.
- 2008: Pulse 3: Invasion, como Young Justine.
- 2009: El coleccionista, como Hannah Chase.
- 2010: Cartas a Dios, como Ashley Turner.
- 2010: Open Season 3, como de Gisela (voz).
- 2011: Answers to Nothing, como Tina.
- 2011: When You Find Me, como Aurora.

### Televisión
- 2006: The Class como Oprah Pearl (papel recurrente en 6 episodios)
- 2007: Private Practice como Erin.
- 2010: Amish Grace, como Katie Graber.
- 2010: Padre de familia, como Abby / Niñita (voz)
- 2011: Fringe, como Young Olivia Dunham (Episodio: "Subject 13")
- 2012: Once Upon a Time, como Gretel / Ava Zimmer (Episodio: "True North")
- 2012: Padre de familia (voz) (episodio "You Can't Do That on Television, Peter")

- Datos: Q1961462